# Zdzar
Zdzar (ok. 858 m) – szczyt w Gorcach, znajdujący się w długim, wschodnim grzbiecie Gorca, który poprzez szczyt Lelonek, przełęcz Wierchmłynne i szczyty Zdzar, Bystra, Koń, Goły Wierch, Kopiec i Tworogi i Tylmanowska Góra ciągnie się aż do Dunajca. Grzbietem tym biegnie dział wód między rzekami Ochotnica i Kamienica.
Zdzar znajduje się w tym grzbiecie po wschodniej stronie przełęczy Wierchmłynne. W północno-zachodnim kierunku odchodzi od Zdżaru grzbiet do Skrzyńczysk (752 m), zaś grzbiet Gorca na Zdżarze zakręca w południowo-wschodnim kierunku. Na północnych stokach znajduje się polana Przysłopek. Porośnięte lasem stoki południowe padają do doliny potoku Młynne i znajdują się w obrębie należącego do Ochotnicy Dolnej sołectwa Młynne. Na stokach tych jest kilka polan, a także nadal uprawiane pola.
W 2015 r. gmina Ochotnica Dolna w ramach szerszego programy budowy wież widokowych i tras rowerowych wykonała i oznakowała nowe szlaki turystyki rowerowej i narciarskiej.
Przez Zdzar biegnie granica między wsią Ochotnica Dolna w powiecie nowotarskim (południowo-zachodni grzbiet) i Kamienicą w powiecie limanowskim (grzbiet północny).
 Tylmanowa (Rzeka) – Buciory – Tworogi – Kopiec – Goły Wierch – Koń – Bystra – Zdzar – przełęcz Wierchmłynne – Lelonek – Tokarka – Gorc Młynieński.
 Ochotnica Dolna (Brysiówki) – Buciory.

## Przypisy

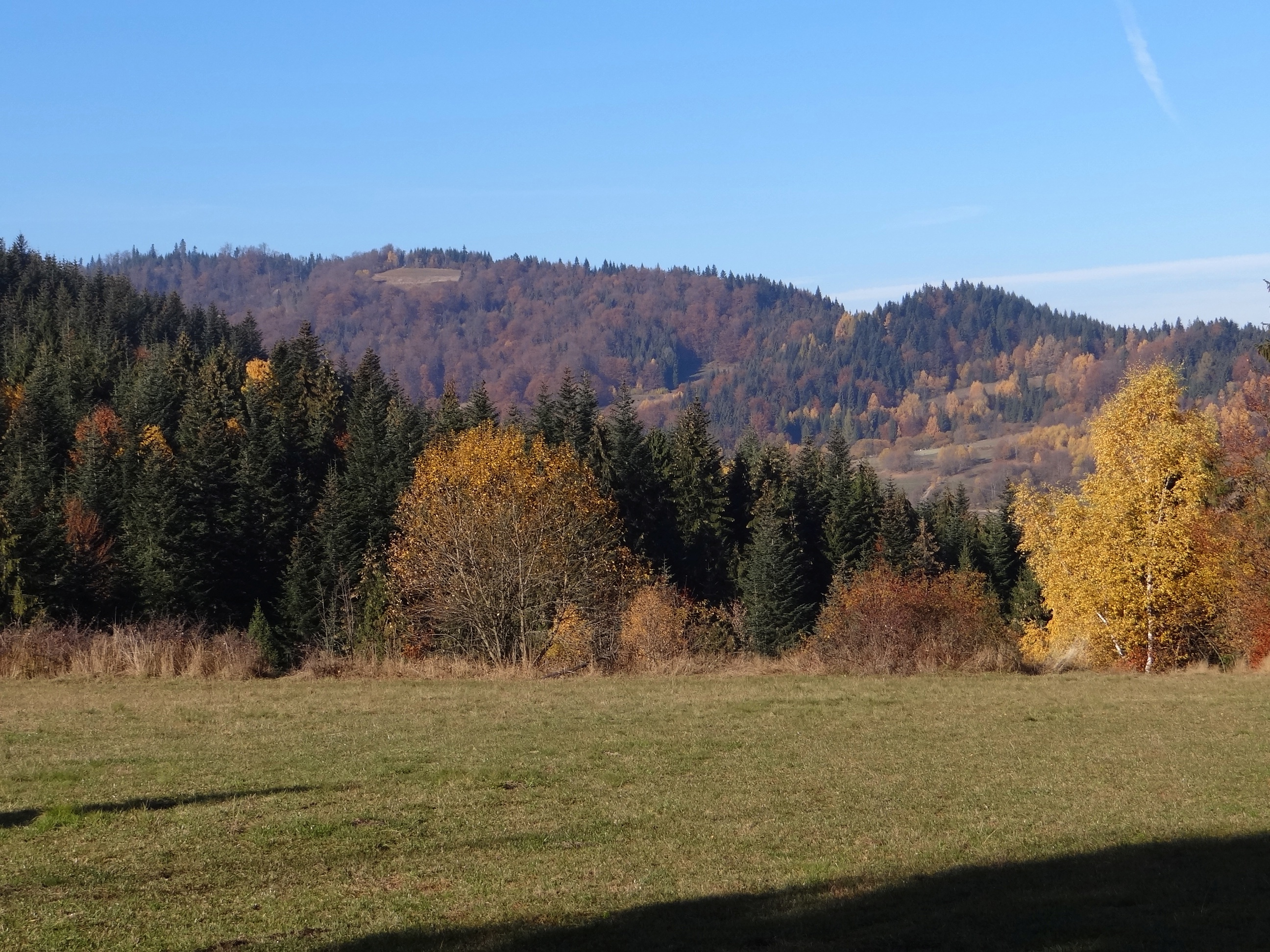
Widok na Zdżar z okolic przełęczy Wierch Młynne